# 岩戸博和
岩戸 博和（いわと ひろかず、1982年11月26日 - ）は、日本のラグビー指導者。現在ジャパンラグビーリーグワン中国電力レッドレグリオンズヘッドコーチを務めている。ポジションはスタンドオフ(SO)、センター(CTB)。

## 来歴
2000年、御所実業高校卒業後、帝京大学に入学。
2004年、帝京大学ラグビー部のBKリーダーに就任。
2005年、帝京大学卒業後、中国電力に加入。
2019年、現役を引退した。